# Аллі Паасікві
Аллі Паасіківі (уроджена Валве, раніше Хільден; фін. Allina Amanda ”Alli” Paasikivi (Valve) 19 грудня 1879 — 13 червня 1960) — друга дружина сьомого президента Фінляндії Юго Кусті Паасіківі, першою леді Фінляндії з 1946 по 1956 рік.

## Біографія

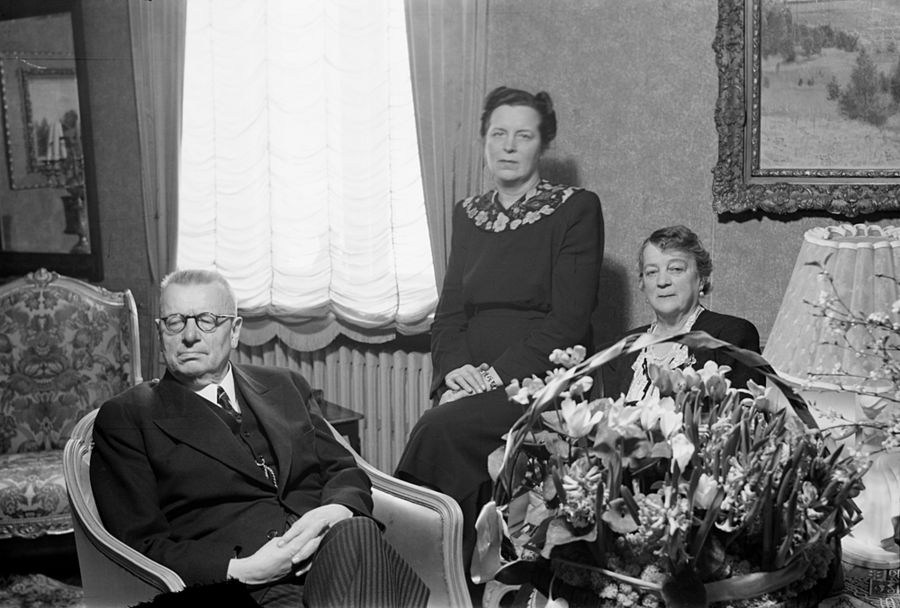
З чоловіком та його донькою від першого шлюбу

Коли їй було 20, Аллі Валве працювала акторкою у Фінському національному театрі, перш ніж перейти на банківську кар'єру. Саме під час роботи в банку «КОП» познайомилася зі своїм майбутнім чоловіком, який працював менеджером у цьому ж банку; пара одружилася в 1934 році.
Як перша леді Аллі Паасіківі брала активну роль у посередництві між своїм чоловіком та іншими політиками та групами однолітків, а також, як відомо, діяла як його особистий секретар, приймаючи телефонні дзвінки та відкриваючи вхідну кореспонденцію, певною мірою навіть вирішуючи, яка питання, які потрібно поставити перед президентом.
Вона також брала активну участь у багатьох соціальних ініціативах та благодійних ініціативах, особливо у сфері сім'ї, дітей та інвалідів. Вона була почесним головою та патроном благодійного фонду Аллі Паасіківі від його заснування в 1952 році до своєї смерті.
Померла в Гельсінкі 13 червня 1960, похована на цвинтарі Гієтаніємі поруч з чоловіком.